# Larga es la noche
Larga es la noche (Odd Man Out) es una película de 1947 dirigida por Carol Reed y protagonizada por James Mason.

## Argumento
El filme se abre de la siguiente manera: «Esta historia está contada en un panorama de marea política del Irlanda del Norte. No se trata de una disyuntiva entre la ley y las organizaciones ilegales, pero solo con el conflicto en los corazones de las personas cuando se ven implicadas».
La ciudad y la organización ilegal nunca son mencionadas en el filme, pero el protagonista es el jefe de una organización muy similar al IRA. James Mason interpreta a Johnny McQueen, que está intentando escapar de la policía después de salir herido de un robo frustrado. La película sigue a McQueen a través de su odisea desde el día hasta la noche. La ciudad (muy similar a Belfast) es un laberinto de callejones donde Johnny cada vez se ve más acosado a medida que va avanzando la noche.

## Producción
Compartiendo cámara con Mason, el reparto se otorgó a parte del grupo teatral del Abbey Theatre de Dublín. Algunos de estos componentes fueron Cyril Cusack, Robert Beatty, y Dan O'Herlihy. En su odisea, Johnny se encuentra con un chantajista (F. J. McCormick), un artista borracho (Robert Newton), un barman (William Hartnell) y una enfermera (Elwyn Brook-Jones). Denis O'Dea es el inspector que persigue a Johnny y Kathleen Ryan, en su debut cinematográfico, interpreta el amor de Johnny. También aparecen W. G. Fay -- el fundador del Abbey Theatre -- como el Padre Tom, Fay Compton, Joseph Tomelty y Eddie Byrne. 
La fotografía fue a cargo de Robert Krasker, en su primer trabajo para Reed, y la iluminacion estuvo a cargo de Ralph Brinton y Roger Furse. Los decorados se basaron en el Crown Bar de Belfast. De todas maneras, muchas partes del film se filmaron en exteriores de Belfast